# Apicia böttgeri
Apicia böttgeri là một loài bướm đêm trong họ Geometridae.